# Мышца, поднимающая щитовидную железу
Мышца, поднимающая щитовидную железу (лат. Musculus levator glandulae thyroideae) — непостоянный тонкий мышечный пучок, идущий вдоль медиального края щитоподъязычной мышцы от тела подъязычной кости или от щитовидного хряща к капсуле щитовидной железы (в области перешейка боковой или пирамидальной доли).
Данный мышечный пучок может отделяться либо от щитоподъязычной мышцы, либо от перстнещитовидной, либо от нижнего констриктора глотки.
Частота встречаемости мышцы варьируется от 6,4 до 60 % наблюдений.

## Функция
Подтягивает капсулу щитовидной железы.